# Dreamtime (Album)
Dreamtime ist ein Album der britischen Rock-Band The Cult. Das Album wurde im Jahr 1984 durch das Label Beggars Banquet Records veröffentlicht. Es war ein erster Achtungserfolg für die Band und erreichte Platz 21 der britischen Charts.

## Entstehung
Nachdem aus Death Cult die Band The Cult geworden war, ging sie Anfang 1984 ins Studio, um ihr Debüt einzuspielen. Das Album wurde in den Rockfield Studios, in Monmouth, Wales, Ende März bis Anfang April 1984 aufgenommen und bei Eel Pie in Twickenham Ende April 1984 gemischt. Der Text des Songs Horse Nation stammt fast wörtlich aus dem Buch Bury My Heart at Wounded Knee (Begrabt mein Herz an der Biegung des Flusses) des Schriftstellers Dee Brown. Einige frühe Pressungen, die noch auf dem alten Label Situation Two erschienen, enthalten eine unterschiedliche Version des Stücks Go West (Crazy Spinning Circles). Da die Band diese Version nicht mochte, nahm sie das Stück im Juni 1984 neu auf, nach dem sie bei Beggars Banquet Records unterschrieben hatte. Es kam dann als Go West auf das Album.

## Rezeption
Ned Raggett von Allmusic hob neben Ian Astburys Gesang besonders Billy Duffys „dramatisches, Western-angehauchtes, dunkel-psychedelisches“ Gitarrenspiel hervor. Wenn auch einiges manchmal zu schrill und dramatisch sei, um leicht verdaulich zu sein, man könne die Band nicht fehlender Energie bezichtigen. Obwohl sich die Band bald darauf verbessern würde, sei das Album Dreamtime immer noch attraktiv genug, um es sich anzuhören. Er vergab vier von fünf Sternen.

## Titelliste
1. A1 Horse Nation – 3:45
2. A2 Spiritwalker – 3:39
3. A3 83rd Dream – 3:38
4. A4 Butterflies – 3:00
5. A5 Go West – 3:59
6. B1 Gimmick – 3:33
7. B2 A Flower in the Desert (Astbury/Jepson/Burroughs/Quereshi) – 3:42
8. B3 Dreamtime – 2:47
9. B4 Rider in the Snow – 3:11
10. B5 Bad Medicine Waltz – 5:55
  - Bone Bag – 3:47 (CD-Bonus)
  - Sea and Sky – 3:32 (CD-Bonus)
  - Resurrection Joe – 6:07 (CD-Bonus)
  - Love Removal Machine (Peace-Version) (russische und osteuropäische Pressungen)
  - Zap City (russische und osteuropäische Pressungen)

All Songs wurden von Ian Astbury und Billy Duffy geschrieben, außer wo anders angegeben.